# Emigració europea
L'emigració europea és la migració d'europeus cap a altres continents. Va ser un moviment especialment intens en l'època colonial i durant les  guerres i dictadures europees, a causa dels augments demogràfics de la població europea i les crisis econòmiques, fam o repressió política en el continent. La inversió d'aquests factors en Europa ha canviat el signe de la balança migratòria, i Europa Occidental en l'actualitat una regió receptora d'immigrants.

## Història
Durant el segle xix i fins a la primera meitat del segle xx, Europa va ser l'escenari d'una emigració massiva. Milions d'habitants dels països que avui conformen la Unió Europea van partir a altres continents, especialment a Amèrica. Aquestes persones eren originàries la majoria d'Alemanya, Irlanda, Regne Unit, Polònia, Itàlia, Croàcia, Espanya i Portugal.
Alguns van emigrar a la recerca d'aventura o expectatives de futur, empesos per la misèria que cíclicament s'apoderava d'Europa. Excepte comptades excepcions dels emigrants europeus es van establir de manera definitiva en les noves terres, van crear nacions noves i van traslladar la cultura i part del patrimoni d'Europa, estenent amb això els límits de l'anomenat món occidental.
Europa va generar un nombre important d'emigrats cap a Llatinoamèrica, en especial a Mèxic, Argentina, Brasil, Uruguai, Xile, Cuba i Veneçuela, on hi ha un nombre considerable de fills i nets d'aquests europeus. Les formes i costums ibèriques encara avui es comparteixen en aquests països.
Al començament del segle XX Nova York comptava amb la tercera comunitat germanòfona a escala mundial després de Berlín i Viena. Al segle XXI 42.800.000 (15,2%) dels nord-americans es declara com d'origen alemany, formant el grup ètnic més nombrós i majoritari en 23 dels 50 estats del país. Durant el cens del 2000, més de 15,7 milions de nord-americans van declarar ser d'origen italià. S'estima que entre 1820 i 1920 més de quatre milions d'italians van emigrar a Amèrica del Nord.
Els britànics per la seva banda són quarts en l'escalafó de principals orígens dels nord-americans.
El perfil de l'emigrant durant els segles xix i xx era el del camperol o obrer, però en anys recents marxen d'Europa especialment joves professionals. Entre 1993 a 2006 van registrar més de 300.000 emigracions a Alemanya. D'aquestes, 160.000 van tenir lloc entre 2004 i 2006 representant un augment d'un 60% en comparació amb 1990. Aquesta informació es basa en les dades d'aquelles persones que es van registrar oficialment com emigrades, de manera que diversos experts suposen que el nombre real d'emigrants alemanys és d'uns 250.000 per any.

### Població descendent d'europeus al món
- Alemanys. En el món hi ha prop de 160 milions de persones d'ascendència directament alemanya (incloent-hi 71.000.000 en la mateixa Alemanya). Durant el segle xviii a la primera meitat del segle XX prop de 8 milions d'alemanys van emigrar només als Estats Units, els seus descendents sumen avui 43-51.000.000 de persones. Uns altres van ser al Brasil (més de 250 mil), Argentina (més de 250 mil), Xile (fins a 1930 havien arribat a prop de 30 mil);[7] entre d'altres. A més altres van emigrar a Sud-àfrica i Austràlia. La comunitat alemanya a Rússia arribo a ser de més de 2 milions de persones, encara que van patir la dura repressió estalinista.
- Irlandesos. Hi ha prop de 70 a 80 milions al món (però menys de 5 milions a Irlanda). Entre el segle xviii i 1950 migrar prop de 4,5 milions d'irlandesos als Estats Units, un milió a Sud-àfrica, 345.000 a Austràlia, 30.000 a l'Argentina i més d'un milió a Regne Unit. D'un a dos milions va emigrar per la fam entre 1846 i 1851.[8]

### Principals llocs de recepció

#### Període colonial
- Brasil: 500.000[9] 700.000 portuguesos.[10]
- EUA: 400.000-1.000.000 britànics, alemanys i francesos.[11]
- Amèrica Llatina: 750.000 espanyols i en menor nombre franco-italians. Les principals zones de recepció en aquesta època eren Mèxic i el Perú. La taxa de retorn en totes les colònies era de prop del 10% dels arribats al que cal sumar-li un 10% que només viatjava per treballar en la temporada de conreu.[12]

#### Gran onada d'immigració europea (1800-1950)
- EUA: De lluny, és la destinació majoritària: entre 1815 i 1860 van arribar 5 milions d'europeus a aquest país, i entre 1860 i 1920 altres 27 milions van arribar. A més van arribar un milió d'asiàtics.[13] Entre 1.580 i 1.815 arribar 3 milions d'europeus (la majoria després de la independència). Entre 1840 i 1920 immigrar 6 milions d'alemanys, 4,75 milions d'irlandesos, 4,5 milions d'italians, 4,2 milions d'anglesos, gal·lesos i escocesos, 4,2 milions de l'Imperi Austrohongarès, 2,3 milions des d'Escandinàvia i 2,3 milions de l'Imperi Rus (particularment lituans catòlics, polonesos i jueus).[14] Entre 1855 i 1890 van arribar 8 milions d'europeus, entre 1905 i 1914 uns 9 milions.[15] A 1907 van arribar un milió dos-cents mil immigrants, el major ingrés anual.[13] Entre 1874 i 1888 van arribar 5.881.000 immigrants i entre 1904 i 1935.[16]

- Canadà: Prop de 10 milions d'europeus van arribar a aquest país, però per les condicions climàtiques i econòmiques uns 5 milions de persones van anar als Estats Units.[13]

- Sibèria: Prop de 7 milions de russos van ser enviats pel govern tsarista a colonitzar aquesta regió rica en recursos naturals durant el segle xix.[13]
- Argentina: Uns 6,5 milions de persones van arribar, la majoria italians i espanyols (2 milions fins a 1900), dels que prop de 4 milions va acabar per establir-se permanentment, i prop de 3,2 milions entre 1903 i 1914.[17] Entre 1861 i 1870 van arribar 76.000 immigrants, entre 1871 i 1880 85.000 i entre 1881 i 1890 uns 841.000. Dels immigrants que s'estableixen de forma permanent al país 2 milions són italians i 1.400.000 espanyols, a la majoria dels immigrants s'estableixen a Buenos Aires, Rosario, les províncies de Santa Fe, Córdoba, Entre Ríos, i La Pampa, i el litoral.[18] Els anys de major recepció van ser 1873 (48.000 immigrants), 1885 (175.000), 1889 (219.000), 1906 (253.000), 1912 (323.000).[12]

- Brasil: Uns 5 milions d'europeus entre 1860 i 1920[13] (un milió fins a 1900), prop de 2 a 4 milions s'estableixen permanentment.[19]

- Austràlia: Uns 3,5 milions europeus entre 1850 i 1950.[13] Un milió eren britànics.[20]

- Carib: Uns 2 milions d'europeus[13] (a Cuba prop de 750.000 al segle xix i 529.000 durant el segle següent).[21]

 En total uns 600.000 europeus es van establir a Cuba.
- Sud-àfrica: Un milió d'europeus i un altre milió d'asiàtics (de l'Índia Britànica).[13]

- Uruguai: Fins a 1.000.000 europeus van migrar al país[23] però només el 60% es va quedar.[19] Els italians van ser a prop de 350.000 encara que només la meitat es va quedar (20.000 entre 1830 i 1850, 25.000 a la dècada del 1850, 90.000 entre 1860 i 1880, 110.000 entre 1881 i 1914, i 15.000 des de l'inici de la Primera Guerra Mundial el 1920). Entre 1946 i 1958 van arribar a l'Uruguai 37.043 espanyols, tot i que 9.895 tornaren al seu país.[24]

- Veneçuela: En els anys 1950 va atraure un milió més.[25] Entre 1905 i 1930 es van establir 300.000 europeus, encara que només una desena part de manera permanent. De fet entre 1874 i 1888 només 26.000 persones, i entre 1904 i 1935 només 29.000 més.[16]

- Xile: Uns 200.000 europeus es van establir permanentment.[19] La immigració europea a Xile, mai va ser massiva. Aquesta immigració es limita a certs fluxes migratoris irregulars i numèricament reduïts.[26] El nombre d'alemanys, austríacs i suïssos que va arribar a Xile va ser de 30[27][28] mil persones en 1845 producte de les lleis promulgades que feien selectiva la immigració, però, d'aquest contingent al voltant de 20 mil es van quedar definitivament. Ja en 1824 van arribar a la província de Valdivia 3.000 alemanys[29] Dels 11.000 colons de 1846 a 1914 amb prou feines 5.600 es van quedar.[30] Durant el segle XX 4-5000 austríacs van arribar al país,[31] Entre 1864 i 1956 van arribar 58.000 croats.[32] Entre 1840 i 1940 van arribar 20-25000 francesos.[33] Si durant la Colònia a Xile van emigrar 46.000 espanyols[34] (25.000 van trobar la seva mort a la Guerra d'Arauco)[35] i altres 10.637 entre 1880 i 1901.[36] En 1939 van arribar en el navili Winnipeg 3000 refugiats republicans de la Guerra Civil espanyola.[37] En 1907 van arribar 6.900 espanyols.[29] El nombre de britànics a Xile va variar durant el segle xix. Entre 1883 i 1901 uns 7.740 italians i 3.087 suïssos van arribar al país.

- Mèxic: Entre 1904 i 1934 uns 34.000-54.000 europeus, la Revolució Mexicana va impedir l'arribada de més europeus.[19] Entre 1939 i 1940 van arribar 36.000 exiliats de la Guerra Civil espanyola.[38]

- Colòmbia: Al segle xix es van establir 5.000 espanyols i en el següent altres 10.000 més.

- Perú: Durant els segles xix i xx van arribar prop de 450.000 immigrants (150.000 europeus), d'aquests uns 400 mil es van quedar definitivament, i la taxa de retorn molt més baixa que a la resta dels països llatinoamericans.[39] En 1859 el govern català li va proposar portar 10.000 camperols espanyols al govern peruà, però, la proposta mai va ser concretada.[40] El nombre de francesos al Perú va ser de 1.654 a 1854, 3.192 a 1875, 8.266 a 1895 i 9.800 a 1907.[41] Els immigrants que van arribar van incloure 10.000 àrabs,[42] 10.000 alemanys[43] i 28.000 italians.[44]

- Paraguai: Al Paraguai van arribar fins a 62.000 persones, d'aquests es desconeix quants es van establir permanentment, la xifra inclou gent que prové d'Àsia, Europa i tota Amèrica.

- Puerto Rico: A l'illa fins a 1898 havien ingressat 10 mil espanyols.[38]